# Lupin III
Lupin III (jap. ルパン三世 Rupan Sansei) – manga stworzona przez Kazuhiko Katō pod pseudonimem Monkey Punch. Opowiada o przygodach Arsène'a Lupina III, wnuka Arsène'a Lupina, postaci literackiej stworzonej przez Maurice'a Leblanca.
Manga ukazywała się w latach 1967–1969 w magazynie „Shūkan Manga Action” i została zebrana w 14 tomikach.
Na podstawie mangi powstały liczne filmy oraz seriale anime, a także dwa filmy live action, oraz gry komputerowe.

## Opis fabuły
Arsène Lupin III to najwspanialszy złodziej świata, który przed skradnięciem wartościowych przedmiotów zapowiada swoje plany przy pomocy „wizytówki”. Kradzieże wykonuje razem ze swoim współpracownikiem Daisuke Jigenem, zawodowym strzelcem. Często pomagają im Ishikawa Goemon XIII, samurai będący potomkiem słynnego Ishikawy Goemona, oraz Fujiko Mine, zdradziecka kobieta będąca obiektem westchnień Lupina. Są również ścigani przez pracującego dla Interpolu Inspektora Koichiego Zeniagtę.

## Anime

### Serie telewizyjne
Aktualnie istnieje 6 serii animowanych na podstawie mangi; produkcją serii zajmuje się studio TMS Entertainment.
Pierwsza z nich rozpoczęła się 24 października 1971 roku i zakończyła się 26 marca 1972 r. na odcinku 23.
Druga seria rozpoczęła się 3 października 1977 i trwała 155 odcinków, kończąc się 6 października 1980 roku.
Trzecia seria, oficjalnie nazywana Lupin III Part III, zaczęła emisję 3 marca 1984 i zakończyła się 6 listopada 1985 roku, trwając 50 odcinków
Czwarta seria, zatytułowana LUPIN the Third: Mine Fujiko to iu on'na (jap. LUPIN the Third ～峰不二子という女～), była emitowana od 4 kwietnia 2012 do 27 czerwca 2012 na kanale NTV. Seria składa się z 13 odcinków; reżyserem była Sayo Yamamoto, a za kompozycję serii odpowiada Mari Okada.
Piąta seria, Lupin III Part IV, rozpoczęła emisję najpierw we Włoszech, dopiero potem w Japonii. Emisja włoska trwała od 30 sierpnia do 30 listopada 2015 roku, licząc 26 odcinków. W Japonii emisja trwała od 1 października 2015 do 17 marca 2016. W japońskiej telewizji wyemitowane zostały tylko 24 odcinki, a pozostałe dwa znalazły się na DVD i Blu-Ray oraz w serwisach VOD. Wersja włoska różni się od japońskiej innym motywem początkowym oraz ścieżką dźwiękową, a także różnicami w samej animacji. Z tego powodu wydanie dwujęzyczne jest niemożliwe.
Szósta seria, Lupin III Part 5, była emitowana przez 24 odcinki od 4 kwietnia do 18 września 2018 roku.
Z okazji 50-lecia pierwszej serii, TMS Entertainment zapowiedziało nową serię, Lupin III Part 6, która rozpoczęła emisję 9 października 2021 roku, a zakończyła 26 marca 2022 roku z 25 odcinkami.

### Kinowe filmy anime
Aktualnie istnieje 6 kinowych filmów anime.
| Tytuł                         | Data premiery    | Reżyseria                         | Scenariusz                                                                   |
| ----------------------------- | ---------------- | --------------------------------- | ---------------------------------------------------------------------------- |
| The Secret of Mamo            | 16 grudnia 1978  | Soji Yoshikawa                    | Atsushi Yamatoya, Soji Yoshikawa                                             |
| Zamek Cagliostro              | 15 grudnia 1979  | Hayao Miyazaki                    | Hayao Miyazaki, Haruya Yamazaki                                              |
| Legend of the Gold of Babylon | 13 czerwca 1985  | Seijun Suzuki, Shigetsugu Yoshida | Tetsuo Katayama, Kasuchinichi Sano, Hidehiko Takei                           |
| Farewell to Nostradamus       | 26 grudnia 1995  | Shunya Ito, Takeshi Shirato       | Chuji Nakajima, Hibiki Ito, Koji Takeuchi, Masato Matsumoto, Toshio Nakatani |
| Dead or Alive                 | 20 kwietnia 1996 | Monkey Punch                      | Chuji Nakajima, Hidehiko Takei                                               |
| The First                     | 6 grudnia 2019   | Takashi Yamazaki                  | Takashi Yamazaki                                                             |

### Filmy telewizyjne
Aktualnie istnieje 27 telewizyjnych filmów anime
| Tytuł | Data premiery     | Reżyseria                        | Źródło |
| --- | ----------------- | -------------------------------- | ------ |
| Bye Bye, Lady Liberty | 1 kwietnia 1989   | Osamu Dezaki                     |        |
| The Hemingway Papers | 20 kwietnia 1990  | Osamu Dezaki                     |        |
| Napoleon's Dictionary | 9 sierpnia 1991   | Osamu Dezaki                     |        |
| From Siberia with Love | 24 lipca 1992     | Osamu Dezaki                     |        |
| Voyage to Danger | 23 lipca 1993     | Masaaki Osumi                    |        |
| Dragon of Doom | 29 lipca 1994     | Masaharu Okuwaki                 |        |
| The Pursuit of Harimao's Treasure | 4 sierpnia 1995   | Osamu Dezaki                     |        |
| The Secret of Twilight Gemini | 2 sierpnia 1996   | Gisaburō Sugii                   |        |
| Island of Assassins | 1 sierpnia 1997   | Toshiya Shinohara, Hiroyuki Yano |        |
| Tokyo Crisis | 24 lipca 1998     | Toshiya Shinohara                |        |
| The Columbus Files | 30 lipca 1999     | Schinichi Watanabe               |        |
| Missed by a Dollar | 28 lipca 2000     | Hideki Tonokatsu                 |        |
| Alcatraz Connection | 3 sierpnia 2001   | Hideki Tonokatsu                 |        |
| Episode 0: The First Contact | 26 lipca 2002     | Minoru Ohara                     |        |
| Operation Return the Treasure | 1 sierpnia 2003   | Jun Kawagoe                      |        |
| Stolen Lupin ~ The Copy Cat is a Midsummer's Butterfly~ | 30 lipca 2004     | Hidehito Ueda                    |        |
| An Angel's Tactics – Fragments of a Dream Are the Scent of Murder | July 22, 2005     | Shigeyuki Miya                   |        |
| Seven Days Rhapsody | 8 września 2006   | Hajime Kamegaki                  |        |
| Elusiveness of the Fog | 27 lipca 2007     | Masada Toshihiko                 |        |
| Lupin III: Sweet Lost Night: mahō no ranpu wa akumu no yokan (jap. ルパン三世 sweet lost night ～魔法のランプは悪夢の予感～ Rupansansei sweet lost night ~ mahō no ranpu wa akumu no yokan ~) | 25 lipca 2008     | Tetsuro Amino                    | [ 9 ]  |
| Lupin III: the Last Job (jap. ルパン三世 the Last Job Rupansansei the Last Job) | 12 lutego 2010    | Tetsuro Amino                    | [ 10 ] |
| Lupin III: Chi no kokuin: Eien no Mermaid (jap. ルパン三世 血の刻印 ～永遠のmermaid～ Rupansansei chinokokuin ~ eien no mermaid ~)                                                            | 2 grudnia 2011    | Teiichi Takiguchi                | [ 11 ] |
| Lupin III: Tōhō kenmonroku: Another Page (jap. ルパン三世 東方見聞録 ～アナザーページ～ Rupansansei tōhō kenmonroku ~ anazāpēji ~)                                                            | 2 listopada 2012  | Hajime Kamegaki                  | [ 12 ] |
| Lupin III: Princess of the breeze: Kakusareta kūchū toshi (jap. ルパン三世 princess of the breeze 〜隠された空中都市〜 Rupansansei princess of the breeze 〜 kakusareta kūchū toshi 〜)       | 15 listopada 2013 | Takaomi Kanasaki                 | [ 13 ] |
| Lupin III: Italian Game (jap. ルパン三世 イタリアン・ゲーム Rupansansei itarian gēmu) | 8 stycznia 2016   | Yuichiro Yano                    | [ 14 ] |
| Lupin III: Goodbye Partner (jap. ルパン三世 グッバイ・パートナー Rupansansei gubbai pātonā)                                                                                                   | 25 stycznia 2019  | Jun Kawagoe                      | [ 15 ] |
| Lupin III: Prison of the Past (jap. ルパン三世 プリズン・オブ・ザ・パスト Rupansansei purizun Obu za Pasuto)                                                                                  | 29 listopada 2019 | Hatsuki Tsuji                    | [ 16 ] |

### OVA
Do 2020 roku zostało wyprodukowanych 8 odcinków OVA.
| Tytuł                                                                                               | Data premiery   | Reżyseria                 | Produkcja         | Źródło                |
| --------------------------------------------------------------------------------------------------- | --------------- | ------------------------- | ----------------- | --------------------- |
| The Fuma Conspiracy                                                                                 | 26 grudnia 1987 | Masayuki Ōzeki            |                   | [ potrzebny przypis ] |
| Lupin III: Ikite ita majutsushi (jap. ルパン三世 生きていた魔術師 Rupansansei ikiteita majutsu-shi) | 3 kwietnia 2002 | Mamoru Hamatsu            | TMS Entertainment | [ 17 ]                |
| Lupin III: GREEN vs RED (jap. ルパン三世 GREEN vs RED Rupansansei GREEN vs RED)                     | 2 kwietnia 2008 | Shigeyuki Miya            | TMS Entertainment | [ 18 ]                |
| Lupin Family Line-up                                                                                | 28 marca 2012   | Kenji Kodama              |                   | [ potrzebny przypis ] |
| Is Lupin Still Burning?                                                                             | 25 lipca 2018   | Monkey Punch, Jun Kawagoe |                   | [ potrzebny przypis ] |

Seria Lupin the IIIrd, zwana również „Koike-wersum”, jest dziejącą się w alternatywnej rzeczywistości serią odcinków OVA w reżyserii Takeshiego Koike. Działa ona jako pewnego rodzaju sequel serii The Woman Called Fujiko Mine, nad którą Koike pracował jako projektant postaci. Cykl ten jest wyodrębniany od głównej serii z powodu różnic stylistycznych w animacji i przede wszystkim w scenariuszu. Jest on poważniejszy i kierowany bardziej do dorosłego odbiorcy.
Aktualnie istnieją 3 odcinki. Były one najpierw wyświetlane w japońskich „mini-kinach” jako pokazy limitowane. Dopiero potem znalazły się na nośnikach DVD i Blu-Ray oraz serwisach VOD.
| Tytuł                                                                               | Data premiery   | Reżyseria     | Produkcja         | Źródło |
| ----------------------------------------------------------------------------------- | --------------- | ------------- | ----------------- | ------ |
| LUPIN THE IIIRD: Jigen Daisuke no bohyō (jap. LUPIN THE IIIRD 次元大介の墓標)       | 21 czerwca 2014 | Takeshi Koike | TMS Entertainment | [ 24 ] |
| LUPIN THE IIIRD: Chikemuri no Ishikawa Goemon (jap. LUPIN THE ⅢRD 血煙の石川五ェ門) | 4 lutego 2017   | Takeshi Koike | TMS Entertainment | [ 25 ] |
| LUPIN THE IIIRD: Mine Fujiko no uso (jap. LUPIN THE ⅢRD 峰不二子の嘘)               | 31 maja 2019    | Takeshi Koike | TMS Entertainment | [ 26 ] |

### ONA
16 grudnia 2022 roku rozpoczęła się 6-odcinkowa seria ONA pod nazwą Lupin Zero, która opowiada o przygodach młodego Lupina i Jigena.
26 stycznia 2023 roku został wydany film Lupin the 3rd vs. Cat’s Eye, który jest crossoverem mang Lupin III Monkey Puncha i Cat’s Eye Tsukasy Hojo zrealizowanym w technologii CGI. Film jest dostępny w serwisie Amazon Prime Video z polskimi napisami.
| Tytuł                                                                                   | Data premiery    | Reżyseria                      | Produkcja                               | Źródło |
| --------------------------------------------------------------------------------------- | ---------------- | ------------------------------ | --------------------------------------- | ------ |
| Lupin Zero (jap. ルパンゼロ)                                                            | 6 grudnia 2022   | Daisuke Sakō                   | TMS EntertainmentTelecom Animation Film | [ 27 ] |
| LUPIN THE 3rd vs. CAT'S EYE (jap. ルパン三世VSキャッツ・アイ Lupin Sansei VS Cat's Eye) | 26 stycznia 2023 | Hiroyuki Seshita Kobun Shizuno | TMS Entertainment                       | [ 28 ] |

### Inne
- Pilot Film: przed powstaniem pierwszej serii w 1969 r. wyprodukowany został film pilotażowy. Stworzono dwie wersje – kinową i telewizyjną, różniące się formatem obrazu oraz obsadą. Jedynymi aktorami, którzy zachowali swoje role w finalnej serii są Kiyoshi Kobayashi jako Jigen i Eiko Masuyama jako Fujiko. Gorō Naya, który ostatecznie zagrał Inspektora Zenigatę, w filmie pilotażowym gra Goemona. Film został wyemitowany w japońskiej telewizji w 1988 roku, a w 1989 obie wersje znalazły się na kasecie VHS Lupin the 3rd: Secret File[29].
- Lupin VIII: anulowana seria animowana, powstała z współpracy TMS z DiC Entertanment w 1982 roku. Została ona stworzona jako próba popularyzacji serii na całym świecie. Z tego powodu pewne aspekty zostały ocenzurowane. Lupin stał się detektywem, Jigen zamiast papierosa dostał lizaka[30], a akcja dzieje się w przyszłości. Serial został anulowany z powodu problemów prawnych z imieniem Arsène Lupin. Pierwszy odcinek jest jednym, którego animacja została ukończona. Nagrano również muzykę oraz efekty dźwiękowe, ale nie dialogi. Pierwszy odcinek oraz kilka ukończonych scen z innych odcinków znalazły się w wydaniu Lupin III Master File w 2012 roku[31].
- Lupin Shanshei: oficjalna seria parodiująca Lupina III, pierwotnie odcinki ukazały się w internecie 19 grudnia 2012, a potem zostały zebrane na DVD i Blu-Ray[32]. Aktualnie nie ma oficjalnego tłumaczenia serii na język angielski, ale do 2020 r. na stronie TMS podany był tytuł Lupin the Thiiirrrd[33]
- Lupin III vs Detective Conan: Film telewizyjny oraz kinowy będący crossoverem z serią Detektyw Conan. Premiera filmu telewizyjnego odbyła się 27 marca 2009 roku[34]. Film kinowy został wydany 7 grudnia 2013.[35]

## Filmy live action
Aktualnie istnieją 2 pełnometrażowe filmy live action.
| Tytuł                          | Data premiery    | Reżyseria          | Scenariusz          |
| ------------------------------ | ---------------- | ------------------ | ------------------- |
| Strange Psychokinetic Strategy | 3 sierpnia 1974  | Takashi Tsuboshima | Hiroshi Nagano      |
| Lupin the 3rd                  | 30 sierpnia 2014 | Ryuhei Kitamura    | Mataichirō Yamamoto |

## Gry komputerowe
Na podstawie serii powstało wiele gier komputerowych, jednak tylko kilka opuściło Japonię. Treasure of the Sorcerer King zostało wydane w USA. Ta gra oraz Lupin is dead, Zenigata is in love znalazły się również we Włoszech.
Cliff Hanger to amerykańska gra FMV inspirowana Dragon's Lair. Używa klipów z Zamku Cagliostro i The Secret of Mamo. Gracz musi wcisnąć wskazany przycisk w odpowiednim czasie, aby przejść dalej.
| Tytuł                                           | Data premiery               | System                                  |
| ----------------------------------------------- | --------------------------- | --------------------------------------- |
| Lupin III                                       | kwiecień 1980               | Automat do gry                          |
| Cliff Hanger                                    | 1983                        | Automat do gry                          |
| Lupin III                                       | 1984                        | Epoch Super Cassete Vison               |
| Lupin III: The Castle of Cagliostro             | 1985 (komputery) 1987 (MSX) | Komputery (FM-7, PC-8801, Sharp X1) MSX |
| Lupin III: Pandora's Legacy                     | 6 listopada 1987            | Famicom                                 |
| Lupin III: Legend of the Gold of Babylon        | 1988                        | MSX, PC-8801                            |
| SD Lupin III: Operation to Break the Safe       | 13 kwietnia 1990            | Game Boy                                |
| Lupin III: The Devil Hands of Hong Kong         | 1990                        | FM Towns                                |
| Lupin III: Hunt for the Treasure of Legend!     | 26 grudnia 1994             | Super Famicom                           |
| Lupin III: The Master File                      | 29 marca 1996               | Sega Saturn                             |
| Lupin III: The Castle of Cagliostro: Reunion    | 10 stycznia 1997            | PlayStation                             |
| Lupin III: Chronicles                           | 8 sierpnia 1997             | Sega Saturn                             |
| Lupin III: Sage of the Pyramid                  | 6 sierpnia 1998             | Sega Saturn                             |
| Lupin III                                       | 26 listopada 1998           | PlayStation                             |
| Punch the Monkey! Game Edition                  | 22 czerwca 2000             | PlayStation                             |
| Lupin III The Shooting                          | grudzień 2001               | Automat do gry                          |
| Lupin III The Typing                            | kwiecień 2002               | Automat do gry                          |
| Lupin the 3rd: Treasure of the Sorcerer King    | 28 listopada 2002           | PlayStation 2                           |
| Lupin III: Lost Treasure by the Sea             | 31 lipca 2003               | GameCube                                |
| Lupin III: The Legacy of Columbus's Inheritance | 25 listopada 2004           | PlayStation 2                           |
| Lupin III: Lupin is dead, Zenigata is in love   | 22 lutego 2007              | PlayStation 2                           |
| Lupin III: The Greatest Brain Battle in History | 11 lutego 2010              | Nintendo DS                             |
| Lupin III: Kessen Card Battle                   | 7 maja 2012                 | Telefon komórkowy                       |

## Japońska obsada głosowa
W 2011 r. nowi aktorzy przejęli role Goemona, Fujiko i Zenigaty, jednak oryginalni pojawili się ostatni raz w Lupin Family Line-Up w 2012 r. Była to również ostatnia rola Gorō Nayi, który zmarł w 2013 roku. Aktorem, który najdłużej grał swoją postać był Kiyoshi Kobayashi jako Jigen. Kobayashi wcielał się w Jigena przez 52 lata, aż do przejścia na emeryturę w 2021 roku. Wyjątkiem jest The Fuma Conspiracy z 1987 roku, gdzie cała obsada została zmieniona z powodu ograniczeń budżetowych.
Lupin III: Yasuo Yamada (1971-1995), Kanichi Kurita (1995-obecnie), Taichirō Hirokawa (Pilot Film, wer. kinowa), Nachi Nozawa (Pilot Film, wer. telewizyjna), Toshio Furukawa (The Fuma Conspiracy)
Daisuke Jigen: Kiyoshi Kobayashi (1971-2021, Pilot Film), Akio Ōtsuka (2021-obecnie), Banjō Ginga (The Fuma Conspiracy)
Ishikawa Goemon XIII: Makio Inoue (1977-2012), Daisuke Namikawa (2011-obecnie), Gorō Naya (Pilot Film, wer.kinowa), Osamu Kobayashi (Pilot Film, wer. telewizyjna), Chikao Ōtsuka (Part I), Kaneto Shiozawa (The Fuma Conspiracy)
Fujiko Mine: Eiko Masuyama (1977-2012, Pilot Film), Miyuki Sawashiro (2011-obecnie), Yukiko Nikaido (Part I), Mami Koyama (The Fuma Conspiracy)
Inspektor Zenigata: Gorō Naya (1971-2012), Koichi Yamadera (2011-obecnie), Shinsuke Chikaishi (Pilot Film, wer. kinowa), Chikao Ōtsuka (Pilot Film, wer. telewizyjna), Seizō Katō (The Fuma Conspiracy)

## Muzyka
Głównym kompozytorem serii anime od 1977 r. jest Yuji Ohno. Utrzymuje tę pozycję do dziś i istnieje wiele albumów zawierających jego ścieżki dźwiękowe do seriali oraz filmów z tej serii. Ohno wydał również albumy zawierające aranżacje swoich kompozycji w różnych stylach muzycznych, głównie jazzowych. Na potrzeby ścieżek dźwiękowych oraz własnych albumów założył wiele zespołów muzycznych takich jak Yuji Ohno Trio, You & Explosion Band,, czy Yuji Ohno & Lupintic Five.
Inni kompozytorzy to m.in. Takeo Yamashita (Part I), Kiyoshi Miyaura (The Fuma Conspiracy), Naruyoshi Kikuchi (The Woman Called Fujiko Mine) i James Shimoji (Lupin the IIIrd).

## Odbiór
Seria jest wciąż popularna w Japonii; często znajduje się na rankingach popularności seriali i filmów anime. Sam Zamek Cagliostro doceniany jest również przez krytyków filmowych oraz nosił tytuł „najlepszego anime w historii” według czytelników magazynu Animage, aż do premiery filmu Nausicaä z Doliny Wiatru.
W recenzji pierwszej serii serwisu Tanuki.pl chwalone są muzyka, obsada oraz styl wizualny, chociaż sama animacja ulega krytyce z powodu braku płynności. Rob Lineberger z serwisu DVD Verdict nazwał drugą serię „połączeniem Jamesa Bonda z Aniołkami Chaliego oraz szczyptą Scooby-Doo”.
Serial miał również wpływ na wielu twórców takich jak Shinichiro Watanabe czy Hideo Kojima oraz zainspirował serie takie jak Sly Cooper.